# Ескімоська картопля
Ескімоська картопля — вид їстівної рослини, що росте в північних районах Канади та Аляски. Наукова назва рослини по-різному пояснюється або Claytonia tuberosa (інуїтська: oatkuk), або Hedysarum alpinum (інуїтська: mashu). Обидва види мають ареал у північній частині Північної Америки, мають їстівне коріння та, як підтверджено документально, використовувалися інуїтами як джерело їжі. Завдяки своїм поживним якостям ескімоська картопля є одним із багатьох їстівних продуктів, перелічених у посібниках з виживання, таких як польовий посібник армії США «Виживання», і нині використовується для існування в природі.

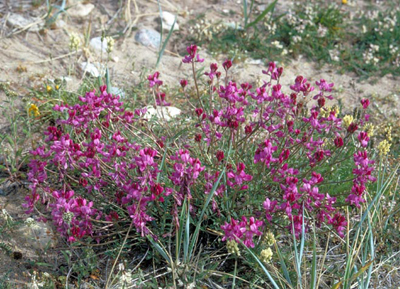
Рослина Hedysarum alpinum, що росте на мулі в Нунавуті

Крістофер Маккендлесс використовував рослину як джерело їжі в пустелі Аляски.